# 保安警察 (ドイツ)

保安警察長官旗

保安警察（Sicherheitspolizei、略称：SiPo（ジポ、ズィポ））は、ナチス・ドイツの政治警察組織。
1936年設立。1939年に国家保安本部に統合された。長官はラインハルト・ハイドリヒ親衛隊中将及び警察中将（当時）。治安警察と訳されることもある。

## 歴史
1936年6月17日に親衛隊全国指導者ハインリヒ・ヒムラーは、ドイツ警察長官（Chef der Deutschen Polizei）に任じられた。6月26日にヒムラーは警察機構の改革を行い、ドイツ警察を保安警察（政治警察業務）と秩序警察（一般警察業務）に再編させている。
保安警察（ジポ）は州秘密警察（ゲシュタポ）と刑事警察（クリポ）を統合させた組織である。その長官にはヒムラーの腹心だったラインハルト・ハイドリヒが任じられた。ハイドリヒはナチス党内の諜報組織SD（親衛隊保安部）の長官でもあり、国家組織の保安警察の長官も兼ねたことで第三帝国の政治警察力を一手に担うこととなった。以降ハイドリヒは「保安警察及びSD長官（Chef der Sicherheitspolizei und des SD、略称CSSD）」という肩書を名乗るようになった。
1936年9月20日には保安警察及びSD監察官(Inspekteur der Sicherheitspolizei und des SD, 略称Ids)がそれぞれの軍管区(Wehrkreise)に派遣され、地方保安警察組織の指揮にあたった。
1937年4月にはベルリンのシャルロッテンブルクに保安警察幹部候補生学校が創設された。18か月以上大学で法律ゼミナールを受けたか、保安警察で任務にあたっていた事が入学条件であり、ゲシュタポや刑事警察、SDで幹部になることを希望する者が入学した。
親衛隊と保安警察の一体化がすすめられ、1938年6月23日の政令で保安警察の警察官はすべて親衛隊(SS)の隊員にならねばならないと定められた。さらに1939年9月27日には、保安警察とSDが統合されて親衛隊の本部の一つ国家保安本部(RSHA)に改組された。その後も保安警察の呼称はゲシュタポと刑事警察の合わせたカテゴリ名として使用され続けた。
保安警察は秩序警察と異なり独自の制服は存在しない。着用する場合はSD隊員と同じ制服を着用することになっていた。1941年9月26日のRSHA命令により保安警察もSD袖章を入れることになった。

## 組織
保安警察の組織は、長官を筆頭に以下のようになっていた。
- 保安警察長官: ラインハルト・ハイドリヒ
  - 行政・法政局長：ヴェルナー・ベスト（ウンター・デン・リンゲン72-74のドイツ内務省内（この局は内務省に属していた）[10]）
  - 政治警察局長：ラインハルト・ハイドリヒ
    - I部（行政・法制）: ヴァルナー・ベスト
    - II部（国内政治警察）: ハインリヒ・ミュラー（プリンツ・アルブレヒト街8のゲシュタポ本部[10]）
    - III部（防諜警察）: ヴェルナー・ベスト

  - 刑事警察局：ラインハルト・ハイドリヒ、局長代理アルトゥール・ネーベ（ヴェルデンシャー・マルクト5-6の国家刑事警察本部[10]）